# دابنی کلمن
دابنی کلمن (به انگلیسی: Dabney Coleman) (زاده ۳ ژانویه ۱۹۳۲ – ۱۶ مه ۲۰۲۴) بازیگر آمریکایی بود.
از فیلم‌های وسریال های معروف او می‌توان به بازی در روز من با دختر رئیس جمهور، خم به ابرو نیاور، ماجرای مرموز و پرالتهاب، قهرمان اسکی، مسیر مهتابی، آموس و اندرو، دکترهای جوان عاشق، نگهبان، دام، مردی با یک کفش قرمز، جایی که قلب آنجاست، رعد نورد، چگونه بر هزینه‌های بالای زندگی غلبه کنیم و مورو اشاره کرد.
دابنی کلمن در ۱۶ مه ۲۰۲۴، در سن ۹۲ سالگی درگذشت.